# 尤塔·阿布罗迈特
尤塔·阿布罗迈特（德語：Jutta Abromeit，1959年9月17日—），德国女子赛艇运动员。她曾代表东德参加比利时举办的1985年世界赛艇锦标赛，获得女子四人单桨有舵手金牌。